# スポーツLIVE High FIVE!!
スポーツLIVE High FIVE!!（スポーツライブ ハイ ファイブ）は、2017年4月2日から、CBCテレビで、毎週日曜日に放送されているスポーツ情報番組。2019年4月13日より放送枠が土曜：17:00 - 17:30に枠移動されると共に『High FIVE!!絶対☆バズるアスリート』へ改題。

## 概要
この番組では、2020年に行われる東京オリンピック・パラリンピックを目指している、CBCテレビの放送エリアである東海地方を拠点に活躍するアスリートを紹介するもの。なお、番組タイトルの中にある「High FIVE」とは英語で「ハイタッチ」を意味している。
2020年5月23日より新型コロナウイルス感染症の流行による緊急事態宣言発令により収録が滞った為放送休止したが、2023年10月現在、CBCテレビの公式サイトにおいて放送終了番組に載っており事実上番組は終了している。

## 放送時間
- 日曜：16:30 - 17:00（2017年4月2日 - 2018年4月1日）※『中日クラウンズ』等のスポーツ中継時は休止。
- 日曜：13:24 - 13:54（2018年4月8日 - 2019年3月31日） ※『サンデードラゴンズ』の後続枠に枠移動。
- 土曜：17:00 - 17:30（2019年4月13日 - ）

## 出演者
MC（司会）
- 若狭敬一（CBCアナウンサー）

アシスタント
- 南部志穂 （CBCアナウンサー）（2019年7月 - ）【隔週】
- 山内彩加 （CBCアナウンサー）（2019年7月 - ）【隔週】

ハイファイブガール
- 岡田結実
- 白鳥羽純（2019年4月 - ）

## 過去の出演者
- 犬塚しおり（開始～2019年3月31日）
- 田中優奈 （当時：CBCアナウンサー）（2018年4月8日 - 2019年6月22日）
- 堀田茜（開始〜2020年3月7日）